# Zellerita
La zellerita es un mineral de la clase de los minerales carbonatos. Fue descubierta en 1963 en el condado de Fremont (Wyoming), en los Estados Unidos, siendo nombrada así en honor de Howard D. Zeller, geólogo que encontró el mineral. Un sinónimo poco usado es su clave: IMA1965-031.

## Características químicas
Es un carbonato de uranilo hidratado de calcio, que cristaliza en el sistema cristalino ortorrómbico.

## Formación y yacimientos
Se forma como un raro producto de la alteración a la intemperie de otros minerales del uranio, en rocas sedimentarias, bajo condiciones de bajo pH y en presencia de pirita oxidada. Suele encontrarse asociado a otros minerales como: metazellerita, yeso, limonita, sulfuros de hierro, schoepita, meta-autunita, uranofano u ópalo.

## Usos
Extraído de las minas como mena del estratégico uranio.